# 軽油引取税
軽油引取税（けいゆひきとりぜい）は、日本の地方税法に定められた地方税・普通税のひとつ（地方税法第144条）。特約業者又は元売業者からの軽油の引取りのうち軽油の現実の納入を伴うものに対し課税する。なお、創設時は目的税であった。

## 創設の経緯
国税である揮発油税は、軽油引取税が創設されるより前から道路財源として揮発油（ガソリン）に対して課されており、（1949年（昭和24年）に創設され、1953年（昭和28年）から道路特定財源化）、軽油（ディーゼルエンジン車の燃料）と揮発油（ガソリン車の燃料）との間に税負担の不均衡が生じていたため、1956年（昭和31年）に地方税・道路目的税として軽油引取税が創設された。
当初軽油に対する課税を国税として導入することも検討されたが、揮発油と異なり軽油については自動車以外にも多方面でさまざまな用途に使用されていることから、幅広く免税措置を置くことが軽油に対する道路目的税としての課税の前提とされていたところ、国税では免税手続きが複雑になるとの懸念があり、試行錯誤の結果、結局地方税として導入されることとなった。
軽油引取税は、平成21年度（2009年度）税制改正において道路特定財源制度が廃止されたことにより一般財源化され、従来の目的税から普通税に移行された。それに伴い関係法令等が全て改正され、地方税法の条文が従来（旧法）の第700条（目的税）から同法第144条（普通税）へ移行するなどした。

## 軽油の定義
軽油引取税でいう軽油とは、「温度15度において0.8017をこえ、0.8762に達するまでの比重を有する炭化水素油をいい、政令で定める規格の炭化水素油を含まないもの」を指す（同法第144条第1項第1号）。軽油引取税の課される前の軽油に炭化水素油以外のものを混和した場合、その混和により生じたものを軽油とみなす（同法第144条第2項）。

## 納税義務者

### 引取課税
軽油引取税は、特約業者又は元売業者からの軽油の引取り（特約業者の元売業者からの引取り及び元売業者の他の元売業者からの引取りを除く）で現実の納入を伴うものに対し、その数量を課税標準として、その軽油の納入地所在の都道府県が課税する（引取課税・同法第144条の2第1項）。
軽油引取税における納税義務者は、特約業者又は元売業者から軽油の現実の納入を伴う引取りを行う者である。これらの者に軽油を引渡す特約業者又は元売業者は、特別徴収義務者として当該引取者から軽油引取税を特別徴収して、都道府県に納入する義務を負う。
- 元売業者：軽油を製造することを業とする者、軽油を輸入することを業とする者又は軽油を販売することを業とする者で、総務大臣の指定を受けている者（同法第144条第1項第2号）
- 特約業者：元売業者との間に締結された販売契約に基づいて当該元売業者から継続的に軽油の供給を受け、これを販売することを業とする者で、都道府県知事の指定を受けている者（同法第144条第1項第3号）

引取課税においては、流通の途中の段階で税が課されることになるが、当該税額は軽油の代金に上乗せされ、最終的には軽油の消費者が実質的な税の負担者になることが制度的に予定されている。

### その他の課税方法
引取課税以外の課税方法としては、以下のものがある。
- 特約・元売業者が炭化水素油（炭化水素とその他の物との混合物を含む）で軽油または揮発油以外のもの（揮発油のうち灯油に該当するものを含む。これを「燃料炭化水素油」という）を自動車の内燃機関の燃料として販売した場合、当該特約・元売業者に対して、その販売量を課税標準として軽油引取税を課す（同法第144条の2第3項）。
- 特約・元売業者以外の石油製品の販売業者が、軽油に軽油以外の炭化水素油を混和し若しくは軽油以外の炭化水素油と軽油以外の炭化水素油を混和して製造された軽油を販売した場合又は燃料炭化水素油を自動車の内燃機関の燃料として販売した場合、当該販売業者に対して、その販売量を課税標準として軽油引取税を課す（同法第144条の2第4項）。
- 自動車の保有者が、炭化水素油を自動車の内燃機関の燃料として消費した場合（当該自動車を道路において運行の用に供するため消費した場合に限る）、当該自動車の保有者に対し、その消費量を課税標準として軽油引取税を課す（同法第144条の2第5項）。

これらの規定により、例えば炭化水素油を添加した自動車用アルコール燃料、バイオディーゼル燃料や不正軽油（後述）などを自動車向け燃料として用いる場合にも軽油引取税の課税対象となる。バイオディーゼルに関して（以下「BDF」）は1997年の京都議定書発行によって100%のBDF使用に限り軽油引取税が免税される優遇措置が取られている。
また、これ以外にも、
- 特約業者又は元売業者が軽油を自ら消費する場合
- 免税軽油使用者が他の者に免税軽油を譲渡する場合
- 免税軽油使用者が免税用途以外に免税軽油を消費する場合
- 軽油の製造をして、当該製造に係る軽油を自ら消費し、または他の者に譲渡する場合
- 軽油の輸入をする場合

において、当該消費、譲渡又は輸入をする者に対し軽油引取税が課される（同法第144条の3第1項各号）。

## 税金の使途

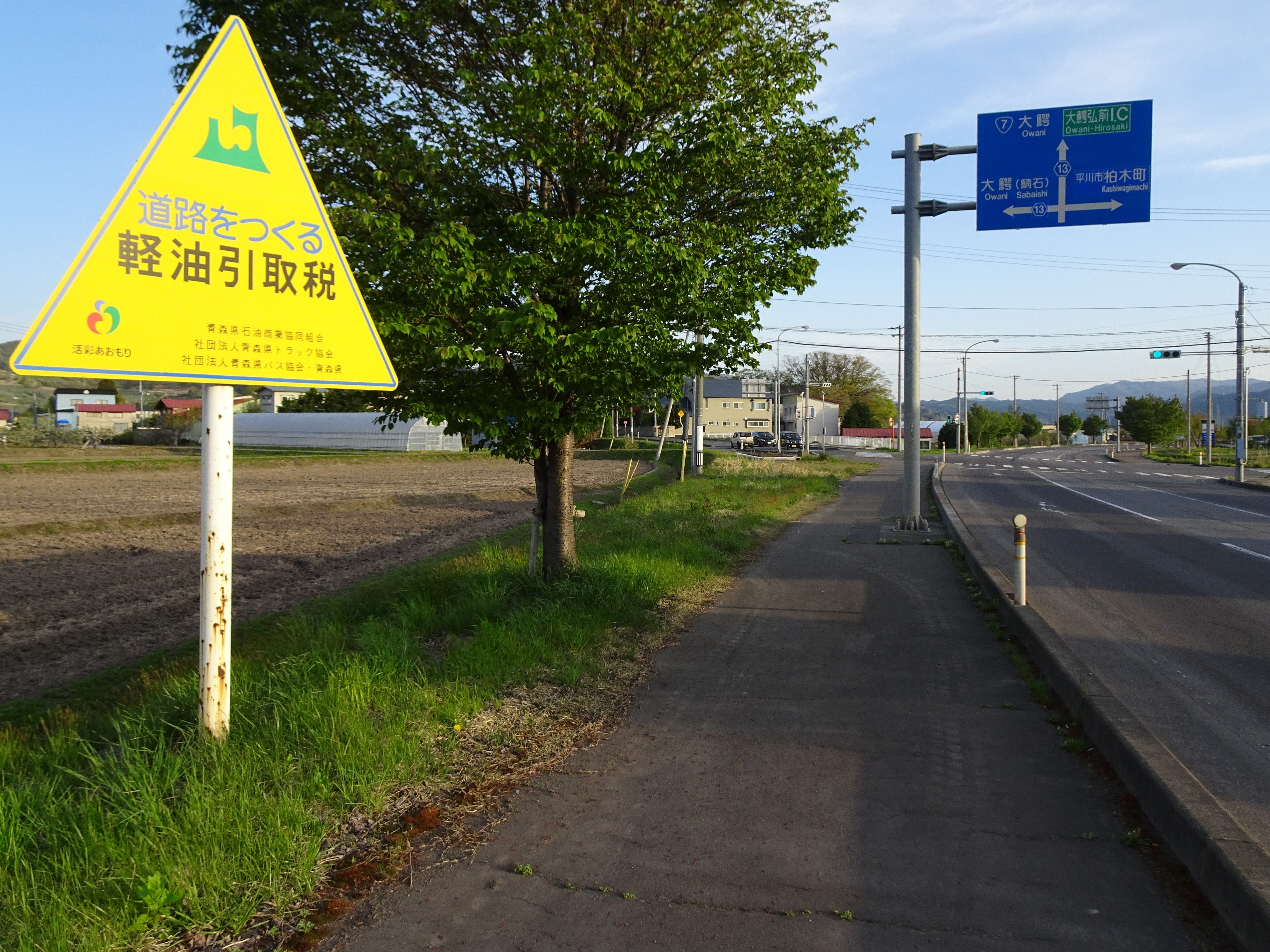
軽油引取税が目的税であった当時に設置された啓発看板（青森県内）

軽油引取税は、創設時より道府県の道路整備の財源として利用されるほか、指定市所在の都道府県は、道路面積に応じ税収の一部を指定市に交付していた。交付を受けた政令指定都市においても、道路整備の財源として利用されていた。2009年（平成21年）度税制改正より、地方道路特定財源制度が廃止され一般財源化されたことから、軽油引取税が目的税から普通税に移行され、使途制限が廃止された。

## 課税免除（免税軽油）
創設時の軽油引取税は道路整備に使用する目的税であったものの、道路整備による恩恵は広く一般に及ぶことから、道路の使用に直接関係を有すると認められない場合であっても原則としてすべて課税の対象としていた。しかしながら、特に政策的配慮の観点から課税免除することが適当と認められる特定の用途（法令において列挙されたもの）に限っては、知事の承認により課税免除が認められていた（地方税法旧第700条の6）。
なお、2009年（平成21年）度税制改正より、軽油引取税が目的税から普通税に移行されたことより、現在旧法で規定されていた課税免除については、地方税法附則第12条の2の7各号により、2012年（平成24年）3月31日までの特例措置となった。その後2015年（平成27年）3月31日まで延長。更に2018年（平成30年）3月31日まで延長された。その後も3年ごとに条件が一部変更されながら2024年（令和6年）3月31日まで再延長されている。

### 廃止・改正
なお、平成27年度（2015年度）税制改正大綱（2014年＜平成26年＞12月30日、自由民主党・公明党）において、大部分は3年延長、2018年（平成30年）3月31日と記載されているが廃止されたものがある。以下、抜粋。

〔廃止〕

〈軽油引取税〉
1. 海上保安庁が設置し、及び管理する航路標識の電源の用途に供する軽油の引取りに係る軽油引取税の課税免除の特例措置を廃止する。
2. 警察の用に供する電気通信設備を設置し、及び管理する者が当該設備の電源の用途に供する軽油の引取りに係る軽油引取税の課税免除の特例措置を廃止する。
3. 消防庁及び地方公共団体が消防事務の用に供する電気通信設備の電源の用途に供する軽油の引取りに係る軽油引取税の課税免除の特例措置を廃止する。
4. 陶磁器製造業を営む者が陶磁器の製造工程における焼成及び乾燥の用途に供する軽油の引取りに係る軽油引取税の課税免除の特例措置を廃止する。

ただし改正法案等は税制改正大綱と若干異なる部分があり、2015年（平成27年）3月31日に成立し、原則として同年4月1日から施行された。
免税軽油制度 対象となる事業者等 用途および機械（平成27年度税制改正後）
- 石油化学製品製造業を営む者
石油化学製品（エチレン、プロピレン、ブチレン、ノルマルパラフィン、硝安油剤爆薬、潤滑油、グリース又は印刷インキ用溶剤）の原料（ノルマルパラフィンにあっては、ノルマルパラフィンとなる部分に限る）の用途 ポリプロピレンの製造工程における物性改良のためのアモルファスポリマーの粘性低下の用途

### 地方税法附則第12条の2の7
以下の事業者等については、地方税法附則第12条の2の7により、2018年（平成30年）3月31日までの間、免税の対象   
1. 船舶の使用者
船舶の動力源
2. 自衛隊
自衛隊が使用する通信機械、自動車（公道を走行しないもの）、その他これらに類するものの電源または動力源の用途
3. 鉄道事業または軌道事業を営む者 専用の鉄道を設置する者 専用側線において車両の入換作業を営む者
次に掲げる機械の動力源の用途 
（1）鉄道用車両または軌道用車両の動力源の用途
（2）日本貨物鉄道株式会社（JR貨物）が駅（専用側線のために設けられたものを除く）の構内その他これに類するコンテナー貨物の取り扱いを行う場所において専らコンテナー貨物の積卸しの用に供するフォークリフトその他これに類する機械の動力源の用途
4. 農業又は林業を営む者  農作業のうち基幹的な作業の全ての委託を受けて農作業を行う者  農地の造成または改良を主たる業務とする者  素材生産業を営む者（前年度の素材の生産量が1,000立方メートル以上である者に限る）
次に掲げる機械の動力源の用途
（1）動力耕うん機その他耕うん整地用機械、栽培管理用機械、収穫調整用機械、植物繊維用機械および畜産用機械
（2）製材機、集材機、積込機および可搬式チップ製造機
5. セメント製品製造業（生コンクリート製造業を除く）を営む者   
左記の者の事業場内において専らセメント製品またはその原材料の積卸しのために使用するフォークリフトその他これに類する機械の動力源の用途
6. 生コンクリート製造業を営む者
左記の者（製造した生コンクリートを事業場外において自ら運搬するものを除く）の事業場内において専ら骨材の積卸しのために使用するフォークリフトその他これに類する機械の動力源の用途
7. 電気供給業を営む者
（1）汽力発電装置の助燃（軽油専焼バーナーおよび重油加熱バーナーによるものに限る）の用途
（2）ガスタービン発電装置の動力源の用途
8. 地熱資源開発事業を営む者
地熱資源の開発のために使用する動力付試すい機（自走能力がないもの）の動力源の用途
9. 鉱物（岩石および砂利を含む）の掘採事業を営む者
さく岩機および動力付試すい機ならびに左記の者の事業場（砂利を洗浄する場所を含む）内において専ら鉱物の掘採、積込みまたは運搬のために使用する機械の動力源の用途
10. とび・土工工事業を営む者（建設業法第3条の規定によるとび・土工工事業の許可を受けて専らとび・土工・コンクリート工事を行う者）   
とび・土工・コンクリート工事の工事現場において専らくい打ち、くい抜き、掘削または運搬のために使用する建設機械（カタピラを有しないものまたは自動車登録を受けているものを除く）の動力源の用途
11. 鉱さいバラス製造業を営む者
左記の者の事業場内において専ら鉱さいの破砕または鉱さいバラスの集積もしくは積込みのために使用する機械の動力源の用途
12. 港湾運送業を営む者
港湾において専ら港湾運送のために使用されるブルドーザーその他これに類する機械の動力源の用途
13. 倉庫業を営む者
倉庫業法第3条の規定による登録を受けた左記の者の倉庫において、専ら当該倉庫業のために使用するフォークリフトその他これに類する機械の動力源の用途
14. 鉄道（軌道を含む）にかかる貨物利用運送事業または鉄道貨物積卸業を営む者
駅（専用側線のために設けられたものを除く）の構内において専ら鉄道運送事業者の行う貨物の運送にかかるものまたは鉄道（軌道を含む）により運送される貨物の鉄道（軌道を含む）の車両への積込みもしくは取卸しの事業のために使用するフォークリフトその他これに類する機械の動力源の用途
15. 航空運送サービス業を営む者  （飛行場において航空機への旅客乗降用設備の供用、航空貨物の積卸しもしくは運搬または航空機の整備を行う事業）
特定の空港その他の公共の飛行場において専ら航空機への旅客の乗降、航空貨物の積卸しもしくは運搬または航空機の整備のために使用するパッセンジャーステップ、ベルトローダー、高所作業車その他これらに類する作業用機械の動力源の用途
16. 廃棄物処理事業を営む者
左記の者が廃棄物の処理及び清掃に関する法律施行令第3条第3号ロに規定する廃棄物の埋立地内において専ら廃棄物の処分のために使用する機械の動力源の用途
17. 木材加工業を営む者 ※下記のいずれかの事業を専ら営む者に限る
（一般製材業、単板製造業、床板製造業、木材チップ製造業、造作材製造業、合板製造業、建築用木製組立材料製造業、パーティクルボード製造業、木材注薬業および木材防腐処理業）
左記の者の事業場内において専ら木材の積卸しのために使用する機械の動力源の用途
18. 木材市場業を営む者（木材取引のために開設される市場で、売場を設けて定期にまたは継続して開場され、かつその売買が原則としてせり売りまたは入札の方法により行われるものを開設し、または経営する事業）
左記の者の事業場内において専ら木材の積卸しのために使用する機械の動力源の用途
19. 堆肥製造業を営む者（肥料取締法第22条第1項の規定により届出がされた同項第3号の事業場内で行われるバーク堆肥製造業）
左記の者の事業場内において、専ら堆肥の製造工程において使用する機械または堆肥もしくはその原材料の積卸しもしくは運搬のために使用する機械の動力源の用途
20. 索道事業を営む者（鉄道事業法第32条の規定による許可を受けて索道事業を営む者）
専ら当該スキー場の整備のために使用する、積雪を圧縮するための特殊な構造を有する装置を備えた機械または雪を製造するための装置を備えた機械の動力源の用途

※免税対象となる事業者や用途であっても、道路運送車両法第4条の規定により自動車登録を受けている機械および車両は除外される。したがって、ナンバープレートをつけている機械は免税軽油を使用できない。

## 税率
当分の間、軽油1キロリットルあたり32,100円の軽油引取税が課せられる（地方税法附則第12条の2の8）。ただし、ガソリン価格が上昇して特定税率の適用が停止された場合、軽油引取税の特例税率の適用が停止される（地方税法附則12条の2の9）。
なお、本則は軽油1キロリットルあたり15,000円である（地方税法第144条の10）。

### 税率の変遷
軽油1リットルあたりに換算
- 1956年（昭和31年）6月 6.0円
- 1957年（昭和32年）4月 8.0円
- 1959年（昭和34年）4月 10.4円
- 1961年（昭和36年）5月 12.5円
- 1964年（昭和39年）4月 15.0円
- 1976年（昭和51年）4月 19.5円（暫定税率。本則は15.0円）
- 1979年（昭和54年）6月 24.3円（暫定税率。本則は15.0円）
- 1993年（平成5年）12月 32.1円（暫定税率。本則は15.0円）
- 2008年（平成20年）
  - 4月 15.0円
  - 5月 32.1円（暫定税率（2010年＜平成22年＞4月からは特例税率）。本則は15.0円）

## 不正軽油問題
軽油引取税は基本的に軽油に対して課されるものであり、軽油と性状の類似するA重油や灯油は、精製後に軽油引取税を含むいわゆる石油関連諸税が課されることは無い。
しかしながら、ディーゼルエンジンはA重油や灯油等を燃料として用いても稼働するといわれる。このため、軽油引取税の古典的な脱税手法として、軽油とA重油・灯油を混和して「水増し」したもの、A重油と灯油を混和したもの（性状としては地方税法上「軽油」となることが多い）などを、ディーゼルエンジンの燃料として用いることがしばしば行われる。
このような燃料を混和軽油と言い、A重油・灯油等を単体でディーゼル車に給油する場合等をも含めて、一般に不正軽油と呼び、各都道府県（都道府県税事務所など）では、不正軽油を製造及び使用している者の摘発を進めている。なお、不正流用を防ぐために、灯油には標識物質としてクマリンが添加されている。灯油をディーゼルエンジンに使用すると軽油より粘度が低いために、燃料の粘度に潤滑を依存している燃料ポンプなどの機器で故障が起こる可能性がある。